# SY Cangarda
 (novembre 2021).
Le Cangarda est un yacht à vapeur de luxe qui a été construit en 1901 au chantier naval Pusey and Jones (en) à Wilmington dans le Delaware. C'est le seul yacht à vapeur en acier construit aux États-Unis et l'un des trois yachts similaires restants dans le monde.
Après des années de service en mer, sur les rivières intérieures, sur les Grands Lacs et au port comme péniche, le yacht était en mauvais état et a coulé dans le port de Boston en 1999. À partir de 2004, le bateau a été restauré et modernisé à Richmond en Californie. En 2009, il était de nouveau en service en tant que yacht privé.

## Historique
Le Cangarda a été nommé comme une combinaison des noms de famille des propriétaires d'origine, le magnat du bois du Michigan Charles Canfield et son épouse, Belle Gardner. En 1904, George Taylor Fulford (en), un riche homme d'affaires et membre du Sénat du Canada, a acheté le bateau et l'a rebaptisé Magedoma, qui était une combinaison de syllabes des noms de sa femme et de ses enfants (MAry, GEorge, DOrothy, MARtha). Le bateau était amarré à Fulford Place, son manoir niché sur les rives du fleuve Saint-Laurent à Brockville, Ontario, Canada.
Après la mort de Fulford en 1905, le yacht est resté dans la famille. En 1927, la veuve de Fulford a accueilli à son bord le prince de Galles de l'époque, son frère le prince George (futur Duc de Kent) et les premiers ministres britannique et canadien, respectivement Stanley Baldwin et William Lyon Mackenzie King.
Pendant la Seconde Guerre mondiale, le bateau a été prêté par la famille à la Marine royale canadienne pour servir de navire-école. Après la guerre, le bateau a été rendu à la famille Fulford, mais en mauvais état. Le navire a été vendu à Frederic Burtis Smith, qui a vécu à bord pendant de nombreuses années à Rochester, État de New York. Ses efforts pour préserver le vieux yacht et le transporter à une époque où l'intérêt pour les choses anciennes grandissait peuvent être crédités d'avoir sauvé le navire, mais il s'est lentement dégradé.
Au début des années 1980, une tentative a été faite pour la restaurer. Le navire a été démonté à Boston et un effort a été fait pour reconstruire la coque, mais le projet a échoué et, en 1999, la coque éventrée a coulé dans le port de Boston. Ces efforts ont préservé l'intérieur et les machines pour une utilisation ultérieure.

## Aujourd'hui
En 2004, Rutherford's Boatshop à Richmond, en Californie, a commencé une restauration complète et une modernisation financée par le résident du Comté de Marin, en Californie, Bob McNeil, le propriétaire du yacht. La coque et la quille originales du Cangarda ont nécessité une reconstruction, une cartographie laser et une modélisation informatique, et la technologie CAD/CAM a été utilisée partout. La coque restaurée a été soudée, équipée de languettes de compensation et de stabilisateur, et équipée de générateurs modernes et d'autres technologies pour automatiser le navire autant que possible.
Le moteur principal à triple expansion Sullivan d'origine, les six moteurs à vapeur supplémentaires alimentant les machines auxiliaires et le guindeau d'ancre ont été remis à neuf.
La chaudière au charbon existante de 1911 Almy a été remplacée par une chaudière à mazout moderne à tirage forcé, et le condenseur d'origine a été remis en état pour être utilisé. Les deux mâts sont neufs, tout comme les ponts. De plus, autant de l'intérieur a été réinstallé que possible, en utilisant les boiseries d'acajou cubain d'origine. La restauration a été achevée en 2009.
Le Cangarda a effectué un voyage à Brockville, en Ontario, du 4 au 5 juin 2011. Des visites du yacht étaient disponibles pendant cette période pour les membres du public, tous les profits étant reversés à The Friends of Fulford Place, un groupe de bénévoles qui collecte des fonds. pour la restauration du Lieu historique national du Canada Fulford Place.